# Cap Farvel
Pour les articles homonymes, voir Cap Farewell.
Le cap Farvel (connu en anglais comme Cape Farewell et en groenlandais comme Uummannarsuaq) est un promontoire rocheux de la rive sud de l'île Egger au Groenland.
Le cap Farvel est le point situé le plus au sud, à l’extrémité méridionale du Groenland à la rencontre de l'océan Atlantique nord et de la mer du Labrador, à la même latitude que Stockholm et les îles écossaises des Orcades.
Egger et les îles mineures sont connues sous le nom d'archipel de Farvel. La région fait partie de la commune de Nanortalik.